# Cyril Musil
Cyril Musil, né le 26 novembre 1907 à Studnice en Autriche-Hongrie et mort le 17 avril 1977 à Collingwood au Canada, est un fondeur tchèque.

## Championnats du monde
- Championnats du monde de ski nordique 1933 à Innsbruck 
  -  Médaille d'argent en relais 4 × 10 km

## Distinctions
- Croix de guerre 1939-1945 tchécoslovaque.